# Philautus tytthus
Philautus tytthus är en groddjursart som beskrevs av Smith 1940. Philautus tytthus ingår i släktet Philautus och familjen trädgrodor. IUCN kategoriserar arten globalt som otillräckligt studerad. Inga underarter finns listade i Catalogue of Life.